# Кафука
Кафу́ка (англ. Kaphuka) — традиційна громада у складі дистрикту Дедза Центрального регіону Малаві.
Населення — 168027 осіб (2018).